# 大刀 (遊戲)
《大刀》，是由离子风暴公司开发的第一人称射击游戏，由Eidos公司于2000年4月12日出版。它被认为是游戏界最让人失望的游戏之一。游戏支援多种平台。

## 劇情
游戏的主人公是一个生活在公元2455年的名叫Hiro Miyamoto的工艺家。那个时候的世界由一个叫做Kage Mishima的人统治。Kage Mishima之所以能有掌控全世界的能力就在于他拥有一把名叫大刀（Daikatana）的神奇武器。这把刀可以让他回到过去来阻止那些正在危害世界的灾难。游戏的主线就是Hiro试图拿回大刀的过程，这是一个穿越很多时间空间的历程。
Hiro还有两个同伴：飞人约翰逊（Superfly Johnson），他过去曾经在Kage Mishima的军队中服役。还有一个是Mikko Ebihara，是告知Hiro这个世界即将会有麻烦的科学家的女儿。

## 游戏特性
大刀是一个拥有24个关卡的游戏，总共分为4个部分。每一关的地图都不尽相同，但是总体来说分为3类。不同的部分跨越不同的时间和空间——从想象中的未来日本到古希腊，从挪威的黑暗时代到旧金山的未来。游戏的战斗是快节奏的，游戏中还包括一个错误处理系统。
达到的一个特点就是主人公的两个助手的重要性。任何一个人的死亡都会导致任务失败，而且这些想让这两个助手帮上忙有时需要解决一些难题。那时候在一个第一人称射击游戏中使用电脑控制的人物是很少的。直到许多年之后也没有出现很多这种类型的游戏。

## 开发历史

大刀的游戏截图

大刀，即 Daikatana，是日语词，在日语中的字面意思为“大个的刀”，是很久以前，卡马克开发的游戏：龙与地下城中的武器，这个游戏曾经是 id Software 的必备游戏。大刀的准确发音应该是 Daitou 或者 Taitou。
罗梅洛对于这个游戏最初的设计在1997年3月完成，被他称为是“大制作”——整个游戏分为4部分24关，武器总数达到25个。除此之外，罗梅洛相信游戏能在7个月之内完工，作为给玩家的一个圣诞礼物。游戏被授权使用雷神之锤II引擎。id Software的一个9人小组曾经在半年之内制作完成了雷神之锤。罗梅洛现在有8个美工，所以他盘算着能在7个月之内搞定游戏。这个计划被id的核心 卡马克称为“天大的玩笑”。但是罗梅洛没有正确的估计自己的实力，所以他和游戏小组还在继续工作。离子风暴也继续招入新员工。很多拥有天赋的应聘者被雇用来进行关卡设计。
离子风暴在1997年6月的E3大展上面展出了大刀，但是不幸的是游戏还只能运行于软件渲染模式下，所以整个画面看起来非常过时。而与此同时，id公司展出了他们的雷神之锤II引擎，拥有硬件加速功能和更多可视化效果。罗梅洛认识到他已经落后于主流技术。1997年的圣诞节越来越近，罗梅洛宣布了新的制作计划，并且将使用雷神之锤2的引擎。游戏被重新定为1998年3月发布。
1997年的感恩节，罗梅洛拿到了雷神之锤2的引擎程式碼，他迅速开始了游戏转换工作。但是程式碼和原来的雷神之锤的代码完全不同，11个月的时间对于任何的重写工作都太少了。
虽然改写游戏会让原定的日期无法实现，但是罗梅洛依然我行我素。离子风暴的规模也在飞速增大，平时所需的开销也越来越多。1998年11月，十二个大刀工作组的员工离开了公司，罗梅洛现在无人可用，也无法在所宣布的日期前完成游戏。
1999年1月，游戏的改写工作完成，这项被认为几周就能完成的工作花了整整一年的时间。离子风暴骄傲的宣布“不管山崩还是地裂，游戏会在1999年2月15日准时发布。”但是游戏又一次错过了原定日期，只是在3月份发布了一个测试版。但是这个只有多人死亡游戏的而没有单人游戏的版本让玩家大失所望。
大刀的制作组准备为E3'99准备一个闪亮的测试版。但是这个版本的设计工作的失败使得在最后一段的演示中只有12fps的效果，比人眼能够流畅接受的30fps差的很远。随后游戏的发行公司Eidos宣布买下了整个离子风暴，而公司的创立人托德·波特（Todd Porter）和杰里·欧弗拉赫蒂（Jerry O'Flaherty）离开了公司。
除了这个打击之外，四个主要程式员离开了公司，大刀终于可以自信的宣布发布日期：1999年12月17日。但是游戏再一次跳票，除错和测试工作多进行了几个月。最终，2000年4月12日发布。

## 争议
尽管大刀出现的时候离游戏业被第一次广泛关注还有一段时间，但是它确实被公众和玩家们所一直注意。首先是达拉斯当地的《达拉斯观察报》报道了离子风暴制作大刀的消息，随后这个游戏就被全国的人所广泛注意。游戏的故事是老套的，而且由贪婪的野心家、无畏的英雄、复仇和战斗所组成的主线最终导致了游戏的失败。游戏业已经被拿来比作好莱坞，而大刀就是游戏中的天堂之门。
在游戏真正开发之前，离子风暴就大肆在媒体和网络上宣传这个由原id Software核心之一、创造了雷神之锤和毁灭战士的、“神奇无比”的约翰·罗梅洛主创的游戏。时代杂志专门采访了罗梅洛和他的游戏，并且称赞道“设计师罗梅洛能把任何游戏点石成金”。但是有一则更早的大刀的广告激怒了玩家，那是一张红色的海报，上面写着大大的黑字：“罗梅洛要把你变成他的婊子”。整个画面上除了这行字和一个离子风暴的标志外毫无二物。
罗梅洛在id公司的时候被玩家给予了摇滚明星似的崇拜，所以他野心勃勃地想要创造一个以游戏设计师为中心的工作室（他在达拉斯花了数百万美元购买了一整个最高层的办公室），罗梅洛以自己的喜好（比如喜欢飙车），他启用他自己的女朋友斯蒂薇·凯斯作为关卡设计师，而且他把整个工作室设计的像一个肥皂剧场景一样。但是由于玩家社群和媒体的过度关注，离子风暴的工程进展缓慢。他们不停的修改自己的计划表和工作日志，但是总是赶不上进度。
越来越多的问题的出现使得大刀的发行日期从1997年一直被拖到了2000年。这个时候，很多拥有更加先进的图像技术的游戏已经发布了（包括id Software的雷神之锤3）。而还在使用雷神之锤II引擎的大刀明显感觉已经落伍了。而且这个游戏的玩法和想法让玩家很不喜欢，比如每一个关卡中都会限制一定的存盘数量，还有就是由电脑控制的两个助手有时候会让玩家控制的主人公感觉很碍事。最糟糕的是，很多游戏的特性在1997年到2000年这段时间内不仅已经出现过，并且完善的更好。游戏被批评的体无完肤，并且被选入了“最糟糕的10个游戏”排行榜中。
大刀终结了罗梅洛在PC游戏业内的工作生涯，也成为离子风暴工作室的一个巨大的打击——罗梅洛搬到了一家很小的名叫Monkeystone的专门生产游戏控制器的公司内。